# Metanolan sodu
Metanolan sodu – organiczny związek chemiczny z grupy alkoholanów, sól sodu i metanolu.

## Otrzymywanie
Metanolan sodu otrzymuje się w reakcji metanolu z metalicznym sodem. Produktem ubocznym reakcji jest wodór:
2Na + 2CH
3OH → 2CH
3ONa + H
2↑

## Właściwości
Należy do superzasad. Ma silne właściwości redukujące oraz jest w stanie ulec samozapłonowi w kontakcie z wilgotnym powietrzem.
W sposób gwałtowny reaguje z wodą, tworząc wodorotlenek sodu i metanol:
CH
3ONa + H
2O → CH
3OH + NaOH
Ciepło wytwarzane podczas tej reakcji jest wystarczające do spowodowania zapłonu znajdujących się w pobliżu substancji łatwopalnych.

## Zastosowanie
Jest wykorzystywany do przetwarzania jadalnych tłuszczów i olejów oraz do syntezy innych związków chemicznych.